# Mischomedia queenslandica
Mischomedia queenslandica är en tvåvingeart som beskrevs av Norman E. Woodley 1995. Mischomedia queenslandica ingår i släktet Mischomedia och familjen vapenflugor. Inga underarter finns listade i Catalogue of Life.